# Johannes Zillig
Johannes Zillig (* 19. Juni 1934 in Köln; † 31. August 2007 in Berlin) war ein Journalist sowie Parteifunktionär der CDU in der DDR. Er arbeitete langjährig als Sekretär des Hauptvorstandes der CDU und seines Präsidiums. Er vertrat seine Partei über mehrere Wahlperioden als Abgeordneter der Volkskammer von 1982 bis 1990.

## Leben
Er wurde 1934 in einer katholischen Familie im Rheinland geboren. Sein Vater Hans Zillig (* 1902) war kaufmännischer Angestellter und nach dem Zweiten Weltkrieg Parteifunktionär in der Ost-CDU. 1952 trat sein Sohn, genannt Hans, in die CDU im damaligen Landesverband Sachsen ein. Nach dem Abitur und einer Orientierungsphase u. a. als antiquarische Hilfskraft im Jahre 1954 verlegte er seinen Lebensmittelpunkt nach Berlin. Dort studierte er von 1954 bis 1958 an der HfÖ Berlin-Karlshorst und erlangte den Abschluss Diplom-Ökonom. Es war vorgesehen, dass Zillig mit Wirkung vom 1. August 1958 in der Redaktion des Union-Pressedienstes (UPD) unter Chefredakteur Otto Hartmut Fuchs journalistisch arbeitet.
Als Student der Wirtschaftswissenschaften ließ er die Leser der CDU-Tageszeitung Neue Zeit an seinem Lebensmotto teilhaben: Wenn wir uns auf das Wesentlichste unseres Glaubens besinnen, werden wir uns darüber klar werden, dass er, in seinen Grundlagen unabhängig von jeder Gesellschaftsordnung, uns ermöglicht, in jedem Fall auf der Seite des Fortschritts zum Wohle aller Menschen zu stehen. Während seines Studiums in Berlin engagierte er sich im Stadtbezirk Lichtenberg und war Vorsitzender der CDU-Ortsgruppe Karlshorst, zu deren Mitglieder der Minister für Gesundheit der DDR Luitpold Steidle sowie der damalige Justiz-Staatssekretär und CDU-Funktionär Heinrich Toeplitz gehörten. Zillig hielt u. a. ein Referat unter der Fragestellung „Bringt uns die Konföderation beider deutscher Staaten der Einheit näher?“ Er arbeitete nach Abschluss des Direktstudiums in Berlin als Redakteur/Journalist der Dresdner CDU-Bezirkszeitung Die Union und wirkte ehrenamtlich im Arbeitskreis „Arbeit mit den kirchlichen Kreisen“ des CDU-Hauptvorstandes in Berlin mit, dem u. a. Gerhard Lotz, Walter Bredendiek, Gerhard Desczyk, Otto Hartmut Fuchs, Hermann Kalb, Johannes Ernst Köhler, Carl Ordnung und Günter Wirth angehörten und der sich 1960 im Rahmen der Arbeitsgemeinschaft „Kulturpolitik“ als „Kirchenpolitischer Arbeitskreis“ beim Hauptvorstand der CDU neu konstituierte.
Von Dresden aus nahm er 1964 ein philosophisches Fernstudium an der Universität Leipzig auf und beendete es 1968 als Diplom-Philosoph.
An der Leipziger Universität verteidigte er seine 1968 eingereichte Dissertation über das Thema: „Zum Verhältnis von sozialistischem und religiösem Bewusstsein bei Werktätigen in der DDR“ erfolgreich, in der er auch auf das „Bewusstsein“ von Studierenden einging, die Veranstaltungen der Studentengemeinde in der DDR besuchten. Er wurde Anfang 1969 zum Dr. phil. promoviert.
Zillig sah in dem ehemaligen Redakteur/Chefredakteur und deutschen Politiker Otto Nuschke ein Vorbild für sich und die Mitarbeitenden der CDU-Zeitungen in der DDR, um den „Anforderungen an die journalistische Arbeit gerecht (zu) werden“.

## Tätigkeiten

### CDU-Wahl-Funktionen in Dresden
Neben seiner beruflichen Tätigkeit in Dresden übte Zillig Wahl-Funktionen seiner Partei aus:
- 1962 Vorsitzender des Kreisverbandes der CDU Dresden-Ost,
- 1971 Vorsitzender des Kreisverbandes der CDU Dresden-Stadt.[11]

Im Oktober 1972 wurde er in den Hauptvorstand der CDU gewählt.

### Chefredakteur der ZeitungNeue Zeit
Von 1973 bis 1977 war Zillig Chefredakteur des CDU-Zentralorgans Neue Zeit und Nachfolger von Karl-Friedrich Fuchs sowie gleichzeitig Betriebsleiter des Verlages NEUE ZEIT (VOB), welcher auch die Parteizeitschrift Union teilt mit (Utm) veröffentlichte. Zudem waren die Berliner Läden von „Wort und Werk“, einer christlichen Buch- und Kunst-Handelseinrichtung der CDU bzw. der VOB Union dem Verlag NEUE ZEIT angegliedert.
Der Parteivorsitzende Gerald Götting hatte am 2. Juli 1973 im Beisein des bisherigen Chefredakteurs Fuchs sowie dessen Vorgängers Hermann Kalb und weiteren CDU-Funktionären, darunter Werner Franke, den vom Präsidium des Hauptvorstandes dieser Partei berufenen Chefredakteur "Hans Zillig" im Neue-Zeit-Verlagsgebäude in Berlin-Mitte eingeführt. Auf einer Veranstaltung zum 30. Todestag von Dompropst Bernhard Lichtenberg hielt Zillig für die CDU im November 1973 die Gedenkrede und würdigte dessen Leben „als das eines Mannes, der in der Nachfolge Christi lebte und handelte.“ Zusammen mit Gerald Götting und weiteren CDU-Hauptvorstandsmitgliedern legte er am Sarkophag Lichtenbergs in der Krypta der Berliner St. Hedwigskirche ein Blumengebinde nieder.
In seinen Beiträgen hatte Zillig sich das Ziel gesetzt, „den Zusammenhang deutlich zu machen, der zwischen einer ganz konkreten Alltagsarbeit eines jeden unserer Leser und der so genannten großen Politik besteht“ und forderte dies auch von den mitarbeitenden Journalisten der CDU-Presse in der DDR.
Bereits 1972 erhielt er für sein journalistisches Porträt über einen Verfahrensingenieur, der 1964 in die CDU eintrat, den ersten Preis eines vom Präsidium des Hauptvorstandes der Christlich-Demokratischen Union Deutschlands ausgeschriebenen literarischen Wettbewerbs anlässlich des 13. CDU-Parteitag. Als Chefredakteur von Neue Zeit griff er in Leitartikeln mit dem Autorenkürzel „HZ.“ das Engagement von „fortschrittlichen“ Christen auf, z. B. das eines wissenschaftlichen Mitarbeiters im Zentralen Geologischen Institut Berlin, der „als gläubiger Katholik“ und auch „in seiner Kirche ein angesehener Mann“ war, insbesondere durch seine Tätigkeit im Pfarrgemeinderat, und zudem Abgeordneter der Stadtverordnetenversammlung von (Ost-)Berlin. Für seine Kommentierungen konnte er auf eine umfangreiche Bibliothek zurückgreifen: Heinrich Heine, Ludwig Börne, Nikolaus Lenau und Franz Grillparzer verknüpfte der historisch interessierte Leitartikler beispielsweise bei der Behandlung der deutsch-polnischen Freundschaft. Mit dem Herausgeber des „Handbuchs des öffentlichen Rechts...“ aus dem Jahr 1888 und freien Mitarbeiter der Kölnischen Zeitung Heinrich Marquardsen konfrontierte Zillig juristisch vorgebildete Redakteure aus seinem Umfeld.

### Berufsverband der Journalisten der DDR
Zillig gehörte dem Verband der Journalisten der DDR (VDJ) an und er wurde 1977 Mitglied Präsidiums des VDJ, nachdem der leitende CDU-Journalist Fuchs, Mitglied des Zentralvorstands des VDJ von 1972 bis 1977, ausgeschieden war.

### CDU-Funktionär
Mit Wirkung vom 1. September 1977 wurde er als Sekretär des Hauptvorstandes der CDU berufen und verantwortlich für das Sekretariatsbereich Wirtschaft, Landwirtschaft und Gesundheitswesen damit Nachfolger von Harald Naumann. Von Oktober 1977 bis 1989 war er Mitglied des Präsidiums des Hauptvorstandes der CDU. Im 50. Lebensjahr wirkte er als Nachfolger von Adolf Niggemeier als Sekretär für Agitation und war u. a.für die CDU-Presse zuständig. Gerald Götting schenkte ihm sein Vertrauen. Seit 1981 war er Mitglied des Zentralvorstandes der DSF und Vizepräsident der Freundschaftsgesellschaft DDR – Spanien.

### Abgeordneter der Volkskammer
Zillig wurde auf Beschluss der Stadtverordnetenversammlung von (Ost-)Berlin, auf ihrer 10. Tagung am 5. Januar 1979 als Abgeordneter in die Volkskammer entsendet. Dort wurde er zum Mitglied des Ausschusses für Industrie, Bauwesen und Verkehr gewählt. Für die Wahlen zur Volkskammer 1986 hieß es in den Tageszeitungen zum Kandidaten des Wahlkreises 52 mit den DDR-Kreisen Gardelegen, Kalbe (Milde), Klötze, Osterburg und Salzwedel: „Johannes Zillig, 51 Jahre, CDU, Journalist, Diplom-Ökonom, Diplom-Philosoph, Dr. phil., Mitglied des Präsidiums und Sekretär des Hauptvorstandes der CDU“. Von 1981 bis 1986 war er "Stellvertreter des Vorsitzenden des Ausschusses für Industrie, Bauwesen und Verkehr" und zuletzt ab 1986 "Stellvertreter des Vorsitzenden des Ausschusses für Haushalt und Finanzen". Für die Fraktion der CDU in der Volkskammer trat Zillig im Januar 1990 letztmals als Redner auf mit der Erkenntnis, „das Wahlgesetz entscheidet wesentlich über den Ausgang der Wahlen“ und er forderte, dass auch der Runde Tisch Verantwortung für das Wahlgesetz tragen solle.

### Sprecher des DDR-Ministeriums für Bauwesen und Wohnungswirtschaft
Zillig verlor seine Parteiämter, nachdem die erneuerte Ost-CDU eine demokratisch gewählte Leitung erhielt.
Unter Minister Gerhard Baumgärtel (1931–1997) war Zillig Sprecher des DDR-Ministeriums für Bauwesen und Wohnungswirtschaft. In dieser Funktion leitete er u. a. die Pressekonferenzen, beispielsweise im Januar 1990 anlässlich des Besuchs der Ministerin für Raumordnung, Bauwesen und Städtebau der damaligen BRD, Gerda Hasselfeldt.

## Familie
Johannes Zillig war verheiratet mit Waltraud Zillig. Aus der Ehe ging eine Tochter hervor.
Zum Haushalt in Berlin gehörte sein Vater Hans Zillig, der im Rentenalter als Mitglied des CDU-Kreisvorstandes in Marzahn wirkte. Als stellvertretender Vorsitzender des Bezirks-Verbandes Rostock der CDU wurde Hans Zillig (sen.) 1968 mit dem Vaterländischen Verdienstorden in Bronze ausgezeichnet. Auf Beschluss des Präsidiums des CDU-Hauptvorstandes erhielt dieser 1979 die Otto-Nuschke-Plakette für seine 22 Jahre währende hauptamtliche Tätigkeit in der CDU, insbesondere für Funktionen als Abteilungsleiter im einstigen Landesverband Sachsen und als stellvertretender CDU-Vorsitzender in den Bezirksverbänden Leipzig, Suhl und Rostock. Mit dem Otto-Nuschke-Ehrenzeichen wurde seine verdienstvolle Mitarbeit 1960 gewürdigt. In der Weimarer Republik war Zilligs Vater Mitglied der Deutschen Zentrumspartei. Vorbild für die Vornamen seines Sohnes war der deutsche katholische Priester, Handschriften- und Siegelsammler, Archivar, Herausgeber und Literat Johannes Nikolaus Kindlinger.

## Schriften (Auswahl)
- Zum Verhältnis von sozialistischem und religiösem Bewusstsein bei Werktätigen in der DDR. DNB 482554053.
- In der Mitarbeit gewachsen u. gereift. Zur Geschichte des Landesverbandes Sachsen der CDU 1945 bis 1952. Berlin 1975, DNB 891215336 (unter dem Namen „Hans Zillig“).

## Auszeichnungen
- Vaterländischer Verdienstorden in Bronze (1976) als Chefredakteur der Tageszeitung Neue Zeit[37] und in Silber (1984) als Mitglied des Präsidiums und Sekretär des Hauptvorstandes der CDU[38]
- Verdienstmedaille der DDR
- Otto-Nuschke-Ehrenzeichen in Bronze, Silber und Gold
- Ehrenmedaille der Nationalen Front